# Løgtingswahl 1962
- Republikaner: 6
- Sozialdemokraten: 8
- Selbstverwaltung: 2
- Unionisten: 6
- Christdemokraten: 1
- Volkspartei: 6

Die Løgtingswahl 1962 auf den Färöern fand am 8. November 1962 statt.
Es war die 4. Wahl seit Erlangung der inneren Selbstverwaltung (heimastýri) im Jahr 1948.
Größter Gewinner war der Fólkaflokkurin. Er legte mit über 2 % zu und erhielt einen zusätzlichen Sitz.
Größter Verlierer mit über 3 % war der Sambandsflokkurin. Auch Tjóðveldisflokkurin musste 2,6 % Verluste hinnehmen. Beide Parteien gaben jeweils einen Sitz ab. Die übrigen drei Parteien konnten ihre bisherigen Sitze halten.
Der sozialdemokratische Javnaðarflokkurin mit dem bisherigen Ministerpräsidenten Peter Mohr Dam an der Spitze blieb mit 8 von 29 Sitzen zwar die stärkste Partei im Løgting, Hákun Djurhuus vom Fólkaflokkurin konnte jedoch eine Koalition mit Sjálvstýrisflokkurin und Tjóðveldisflokkurin bilden und so einen Regierungswechsel herbeiführen.
Die bisherige Regierung Peter Mohr Dam I wurde durch die Regierung von Hákun Djurhuus abgelöst.

## Ergebnisse der Løgtingswahl vom 8. November 1962
Die Gesamtzahl der Abgeordnetensitze im Løgting wurde von 30 auf 29 verringert. An der Wahl hatten sich sechs Parteien beteiligt, die alle ins Parlament einzogen.
| Partei                   | Stimmen | Prozent | Sitze |  |
| ------------------------ | ------- | ------- | ----- |  |
| C – Javnaðarflokkurin    | 4.161   | 27,5    | 8     |  |
| E – Tjóðveldisflokkurin  | 3.281   | 21,6    | 6     |  |
| B – Sambandsflokkurin    | 3.082   | 20,3    | 6     |  |
| A – Fólkaflokkurin       | 3.068   | 20,2    | 6     |  |
| D – Sjálvstýrisflokkurin | 892     | 5,9     | 2     |  |
| F – Framburðsflokkurin   | 674     | 4,4     | 1     |  |
| Gesamt                   | 15.158  | 100     | 29    |  |